# Moutiers-en-Puisaye
Moutiers-en-Puisaye é uma comuna francesa na região administrativa de Borgonha-Franco-Condado, no departamento de Yonne. Estende-se por uma área de 30,33 km². Em 2010 a comuna tinha 288 habitantes (densidade: 9,5 hab./km²).